# Lou Andreas-Salomé
Lou Andreas-Salomé (12. únor 1861 v Petrohradu – 5. únor 1937 v Göttingenu) byla rusko-německá spisovatelka a psycholožka.

## Život a dílo
Byla dcerou ruského generála Gustava von Salomé (1804-1879), jehož předkové pocházeli z francouzské protestantské rodiny, a Louisy von Salomé, rozené Wilm, dcery dánského továrníka (1823-1913). Měla pět bratrů, z nichž dva v dětství zemřeli.
V roce 1880, po soukromých studiích v Rusku a milostné zápletce s holandským kazatelem Hendrikem Gillotem odjela s matkou do Švýcarska a začala v Curychu studovat teologii, filosofii a dějiny umění. Roku 1882 při cestě po Itálii se Lou v Římě seznámila se spisovatelem Paulem Rée a jeho prostřednictvím s německým filosofem Friedrichem Nietzschem. Jejich společou cestu ukončilo až Nietzscheho vyznání lásky a žádost o ruku Lou, která ho odmítla a rozešla se s ním. Stejně ostře odmítla roku 1901 návrh o 15 let mladšího Rainera Maria Rilka, s nímž předtím čtyři roky žila. Lou, odpůrkyně manželského stavu, se nakonec provdala za německého lingvistu Carla Friedricha Andrease. Přestože s ním téměř nežila, trávila hodně času na cestách a udržovala blízké přátelství s jinými muži, jako právě s Rilkem, kterého blízce seznámila s ruskou kulturou, s Andreasem zůstali manželé až do jeho smrti v roce 1930.
V Berlíně a v Göttingen, kde manželé žili, se stýkala s předními evropskými kulturními osobnostmi, jako byli Gerhart Hauptmann, August Strindberg nebo Arthur Schnitzler. Při svých četných cestách po Evropě se seznámila s mnohými dalšími, jako např. s Frankem Wedekindem. V roce 1911 začala u Sigmunda Freuda studovat psychoanalýzu, načež si v Göttingen otevřela vlastní psychoanalytickou praxi. Její úspěšná terapeutická kariéra trvala přes dvacet let.
Krom vědecké práce a společenského života se věnovala i literární činnosti, napsala patnáct románů a řadu literárně-vědeckých či psychologických prací, např. studii o ženských postavách v Ibsenových dramatech, knihu o Friedrichu Nietzschem nebo knihu o lásce Die Erotik. Psala německy.